# La riproduzione vietata
La reproduction interdite, in italiano La riproduzione vietata, è un dipinto del pittore surrealista belga René Magritte, realizzato nel 1937. È di proprietà del Museum Boijmans Van Beuningen di Rotterdam, in Olanda.
Questo dipinto fu commissionato dall'eccentrico e facoltoso poeta inglese Edward James, promotore del movimento surrealista e, all'epoca, mecenate di Magritte, ed è considerato un ritratto di James, anche se il suo volto non viene raffigurato. Il dipinto faceva parte di una triplice serie creata da Magritte per la sala da ballo della casa londinese di James; le altre due opere coinvolte erano Il modello rosso (titolo originale Le modèle rouge III, sempre del 1937) e Il tempo trafitto (titolo originale La Durée poignardée, del 1938).

## Descrizione
Sulla tela è ritratto un uomo elegantemente vestito, presumibilmente giovane, che vediamo solo di spalle e che si guarda allo specchio. Lo specchio, tuttavia, non riflette il suo volto ma la sua nuca e il resto del corpo, fino a metà dorso, posteriormente: in pratica, è come se l'uomo fosse visto due volte di schiena, una mentre si specchia e l'altra mentre la sua immagine riflessa guarda nella stessa direzione, sempre contraria all'osservatore, all'interno dello specchio. L'immagine riprodotta dalla superficie riflettente è la copia esatta dell'uomo in prospettiva, ovviamente un po' più piccola. Solamente un'altra figura si vede riflessa ed è un libro: poggiato su una mensola marmorea (forse di un camino, ma il dipinto si interrompe prima di poterlo appurare) e messo in modo che si vedano solo la costa e la copertina, esso è una copia logora del romanzo di Edgar Allan Poe Storia di Arthur Gordon Pym (nel ritratto il titolo è riportato tradotto in francese come Les aventures d'Arthur Gordon Pym e si nota che la traduzione è a cura di Charles Baudelaire), il cui protagonista, dopo numerose avventure, si spinge fino alla fine del mondo, dove incontra una misteriosa, gigantesca e inquietante figura bianca avvolta in un sudario. La scelta del libro e di uno dal finale così enigmatico si spiega col fatto che Poe era uno degli autori preferiti di Magritte: il pittore belga farà altri riferimenti e citazioni all'autore statunitense in diverse opere lungo la sua carriera, come, ad esempio, nel dipinto Il dominio di Arnheim (titolo originale Le domaine d'Arnheim), il cui titolo è tratto dall'omonimo racconto di Poe. Caratteristica curiosa del dipinto è che, a differenza dell'uomo, il libro si specchia correttamente.

## Interpretazione
Leitmotiv di molte altre opere composte in carriera e fonte della surrealtà e dell’elemento surreale è lo scarto fantastico e alieno che ex abrupto si insinua in una parziale ma minuziosa riproduzione della realtà, generando una sensazione di estraneità. La sorprendente tecnica iperrealista e lo spazio rigorosamente prospettico comunicano immediatamente una parvenza di ordine e normalità, subito squarciata dall'elemento dissonante: bisogna tenere a mente che Magritte era un maestro della tecnica del trompe-l'œil.

## Richiami in altre opere
Oltre al suddetto e palese legame con Poe, ci sono altri collegamenti tra questa e altre opere. Magritte dipinse un secondo ritratto del suo protettore Edward James, intitolato Il principio del piacere (ritratto di Edward James) (titolo originale Le principe du plaisir, anch'esso del 1937). Esso raffigura James che guarda di fronte e, probabilmente, fisso lo spettatore, seduto a un tavolo e vestito in maniera distinta, ma con il volto completamente inondato e "oscurato" da una luce intensa, come quella prodotta da un flash fotografico.